# Foumban
Foumban é uma cidade dos Camarões localizada na província de Oeste. Foumban é a capital do departamento de Noun.